# Kolonie Prischib
Die Kolonie Prischib war eine deutsche Ansiedlung in der heutigen Ukraine.

## Geschichte
Ein großer Teil der südwest- und westdeutschen Einwanderer nach Russland wurde in den Jahren 1803 bis 1810 westlich des Flusses Molotschna im Gouvernement Taurien angesiedelt. Der Fluss trennte sie von der Kolonie Molotschna der ebenfalls deutschsprachigen Mennoniten. Zentrum des Bezirks war das Dorf Prischib. Das erste lutherische Kirchspiel wurde 1811 in Prischib, das zweite in Hochstädt gegründet.
Wegen Unkenntnis des Klimas und Bodens, oft auch der Landwirtschaft überhaupt, und aufgrund klimatisch bedingter schlechter Ernten besonders in den Jahren 1807 und 1812 mussten die Kolonisten mehrfach aus der Staatskasse unterstützt werden. Samuel Kontenius, Vorsitzender des südrussischen Fürsorgekontors, hoffte, dass die deutschen Kolonisten neue Kulturen in Südrussland einführen. Der Versuch, sie zur Seidenraupenzucht zu veranlassen, scheiterte.

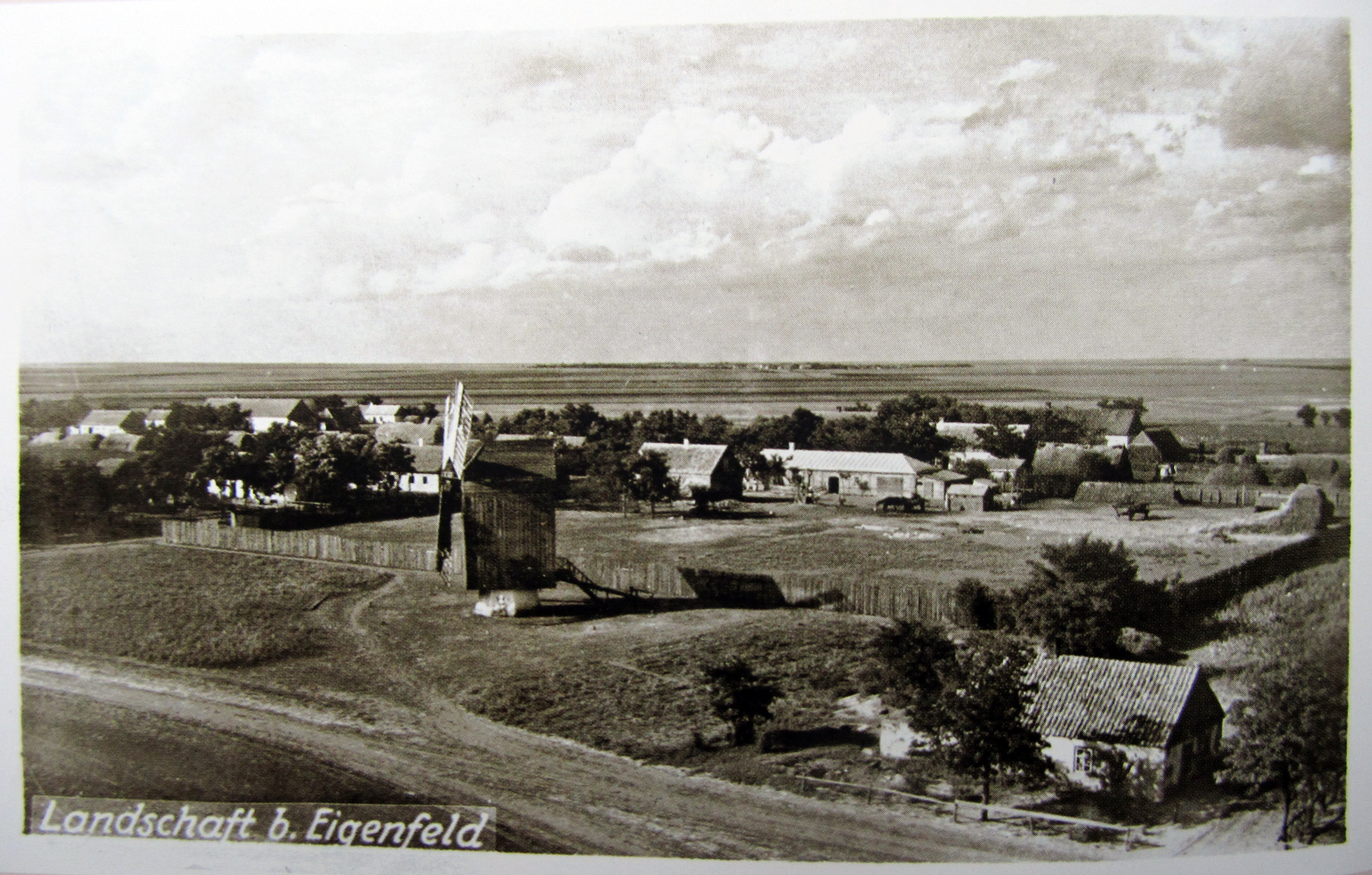
Landschaft bei Eigenfeld 1918

Im Jahr 1813 lebten in 18 Kolonien 762 Familien. Die Kolonien trugen die Namen Prischib, Hoffental, (Alt-)Nassau, Weinau, Wasserau, Durlach, Rosental, Neudorf, (Alt-) Montal, Waldorf, Heidelberg, Grüntal, Friedrichsfeld, Hochstädt, Leitershausen, Kostheim und Reichenfeld. Eine Kolonie hatte 1813 noch keinen Namen. Die Größe der Dörfer reichte von 12 (Grüntal) bis zu 83 Höfen (Prischib).
Nach Gründung der Hafenstadt Berdjansk am Asowschen Meer im Jahre 1831 konnten die Kolonien beiderseits der Molotschna ihr Getreide mit größerem Gewinn als vorher absetzen. Zum Teil transportierten sie ihren Weizen, zu Mehl verarbeitet, auch bis auf die Krim. 
Bis 1826 kamen Neu-Nassau, Neu-Montal, Blumental und Tiefenbrunn hinzu. Nach der Zuweisung zusätzlichen Landes konnten Darmstadt und Kaisertal (beide 1838), Eigenfeld (später Eugenfeld) und Hochheim (1846/47) gegründet werden.
Im Jahr 1871 wurde der Kolonistenbezirk aufgelöst und an seiner Stelle der Prischib-Eugenfelder Wolost gebildet. 
Nach den Wirren des Ersten Weltkrieges, der Revolution, des Bürgerkrieges und der Hungersnot wurde 1924 auf dem Gebiet des ehemaligen Kolonistenbezirks der deutsche nationale Rajon Prischib gegründet und 1928 dem ebenfalls deutschen, aber vorwiegend von Mennoniten besiedelten Rayon Molotschansk mit dem Zentrum Halbstadt angeschlossen.
Infolge der neuen ökonomischen Politik der 1920er Jahre erlebte die Kolonie einen gewissen Aufschwung. In den Jahren 1932/33 kam es zu einer neuen Hungerkrise, dann zu Verschleppungsaktionen, Deportationen nach dem deutschen Angriff auf die Sowjetunion, deutscher Besatzung, Rückeroberung durch die Rote Armee und Verschleppung nach Mittelasien. 
| ursprünglicher Name          | heutiger Name         | ukrainisch    | Konfession  |
| ---------------------------- | --------------------- | ------------- | ----------- |
| Prischib                     | Teil von Molotschansk | Пришиб        | evangelisch |
| Hoffental                    | Winogradnowo          | Виноградного  | evangelisch |
| (Alt-)Nassau                 | Winogradnowo          | Виноградне    |             |
| Weinau                       | Blahodatne            | Благодатне    | evangelisch |
| Wasserau                     | Wodnje                | Водне         | evangelisch |
| Durlach                      | unklar                | unklar        | evangelisch |
| Marienheim                   | Молодіжне             | Molodische    | katholisch  |
| Rosental                     | Nowe Pole             | Нове Поле     | evangelisch |
| Neudorf                      | nicht mehr existent   |               | evangelisch |
| (Alt-) Montal                | Samoschne             | Заможне       | evangelisch |
| Heidelberg                   | Winogradnowo          | Виноградного  | katholisch  |
| Grüntal                      | Selenyj Hai           | Зелений Гай   | evangelisch |
| Friedrichsfeld               | Rasdol                | Роздол        | evangelisch |
| Hochstädt                    | Wyssoke               | Високе        | evangelisch |
| Leitershausen                | Traktorne             | Тракторне     | katholisch  |
| Kostheim                     | Pokasne               | Показне       | katholisch  |
| Reichenfeld                  | Plodorodne            | Плодородне    | evangelisch |
| Neu-Nassau                   | Surowe                | Суворе        |             |
| Neu-Montal                   | Peremoschne           | Переможне     | evangelisch |
| Blumental                    | Riwne                 | Рівне         | katholisch  |
| Tiefenbrunn                  | Tschystopillja        | Чистопілля    | evangelisch |
| Darmstadt                    | Romaschki             | Ромашки       |             |
| Kaisertal                    | Solota Dolina         | Золота Долина |             |
| Eigenfeld (später Eugenfeld) | Polyaniwka            | Полянівка     |             |
| Hochheim                     | Komsomolske           | Комсомольське | katholisch  |
| Alexanderheim                | Alexandriwka          | Олександрівка | katholisch  |
| Mariafeld                    | Marijiwka             | Мар'ївка      | katholisch  |
| Nikolajfeld                  | Mykolaiwka            | Миколаївка    | evangelisch |
| Andréburg                    | Tschornosemne         | Чорноземне    | evangelisch |
| Walldorf                     | Schowtnewe            | Жовтневе      | katholisch  |
| Kronsfeld                    | Marianiwka            | Мар'янівка    | evangelisch |
| Paulskron                    | unklar                | unklar        | evangelisch |
| Neu-Basel                    | unklar                | unklar        | katholisch  |
| Jürgental                    | unklar                | unklar        | evangelisch |
| Barbarastadt                 | unklar                | unklar        | katholisch  |
| Oktoberfeld                  | unklar                | unklar        | evangelisch |